# 青木茂樹
青木 茂樹（あおき しげき、1968年 - ）は、日本の経営学者。駒澤大学経営学部教授。

## 略歴
千葉県佐倉市出身。千葉県立船橋高等学校、慶應義塾大学商学部卒業。同大学大学院商学研究科博士課程単位取得満期退学。南カリフォルニア大学マーシャルスクールオブビジネス研究員、山梨学院大学商学部教授などを経て、2008年に駒澤大学経営学部教授に就任。
2013年7月、第23回参議院議員通常選挙に無所属で山梨県選挙区から出馬したが落選した。

## 著作

### 共編著
- 『現代企業の構図と戦略 転換期の産業社会と企業活動の革新』（中央経済社, 1999年）
- 『マーケティング用語辞典』（日本経済新聞社, 2005年）
- 『マーケティング戦略論 レビュー・体系・ケース』（芙蓉書房出版, 2008年）